# Alexander Karatheodori Pasha
Alexander Karatheodori (Istanbul, 1833 – Istanbul, 1906) è stato un principe di Samo di origini greche fanariote.

## Biografia
Alexander Karatheodori era figlio di Stefanos Karatheodori, di origini greco  fanariote, medico personale del sultano Mahmud II. Dopo aver studiato legge a Parigi, come molti altri greci fanarioti, egli intraprese il servizio civile nell'ambito dell'Impero ottomano. Nel 1874 venne nominato ambasciatore a Roma e nel 1878 prese parte ai primi negoziati con la Russia per il Trattato di Santo Stefano. Alcuni mesi dopo egli venne inviato in Germania come capo della commissione ottomana al Congresso di Berlino, ove egli riuscì a cambiare i termini del trattato di Santo Stefano con alcuni più favorevoli per l'Impero ottomano (Trattato di Berlino).
Nel novembre del 1878, egli venne nominato governatore generale di Creta con il compito di calmare le tensioni sull'isola che avevano portato l'ambiente sull'orlo della guerra civile a causa delle problematiche tra cristiani e musulmani. Poco dopo, nel dicembre di quell'anno, venne richiamato in patria per divenire ministro degli affari esteri dell'Impero ottomano, incarico che mantenne sino al 1879.
Karatheodori terminò la propria carriera come Principe dell'isola autonoma greca di Samo per una decade (1885-1895; suo fratello, Konstantinos Karatheodoris ricoprirà anch'egli questa carica per un breve periodo nel 1906). Nel maggio del 1895 egli venne nuovamente nominato governatore di Creta dopo che si erano ripresentate tensioni interne all'isola, ma non riuscì nell'intento e diede le dimissioni dal suo nuovo incarico nel dicembre di quell'anno.
Morì a Istanbul nel 1906.